# جنگ تیتان‌ها

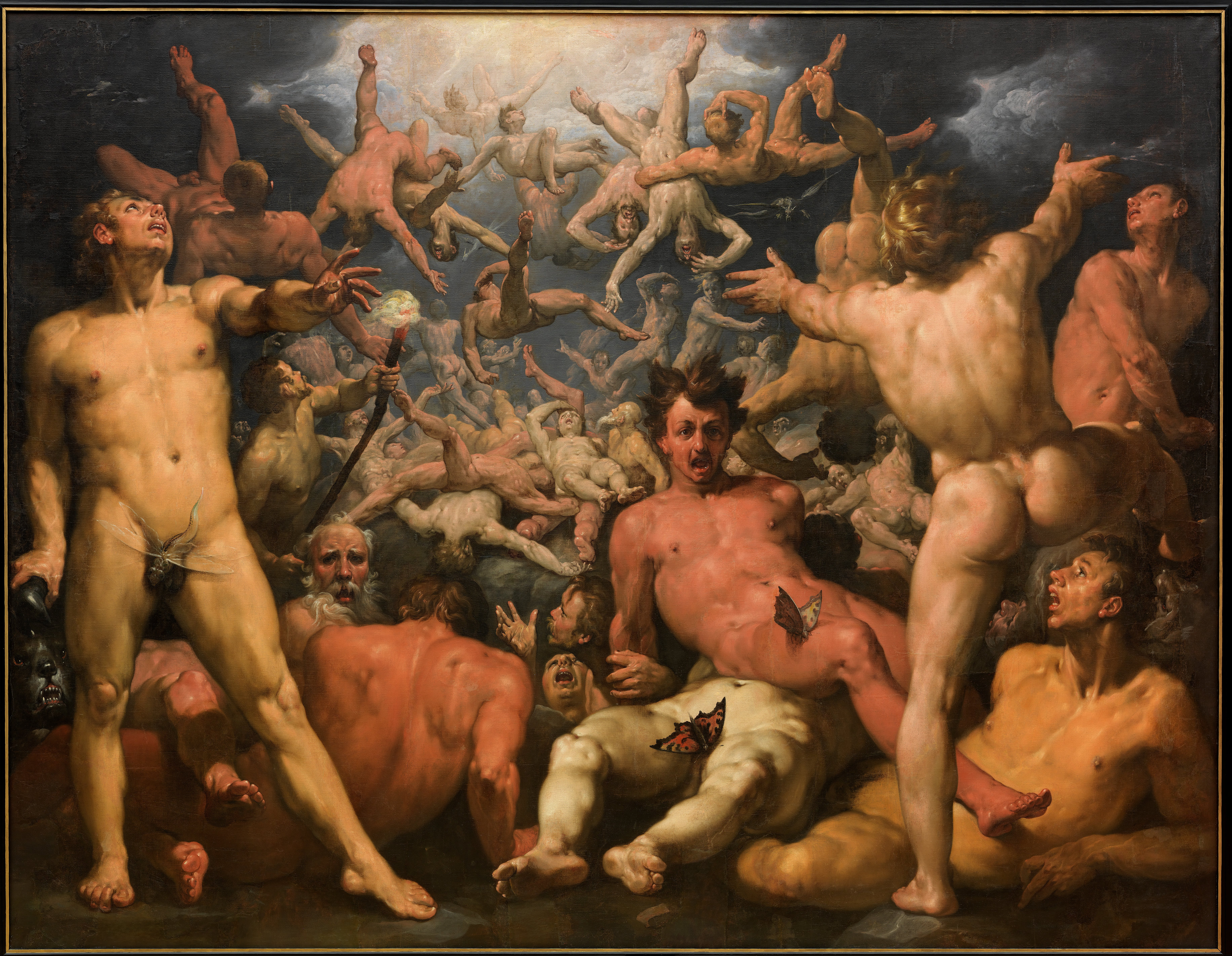
سقوط تیتان‌ها، اثر کورنلیس فان هارلم

در اساطیر یونانی ،جنگ تیتان‌ها (یونانی: Τιτανομαχία) یک نبرد ده ساله در تسالی میان تیتان‌ها و دوازده ایزد المپ‌نشین و متحدانشان بود. این جنگ برای اینکه مشخص شود چه نسلی از خدایان بر جهان حکومت کنند رخ داد و با پیروزی ایزدان المپ به پایان رسید.

## بررسی اجمالی
هادس اولین فرزند و پسر کرونوس و رئا، پادشاه و ملکه تایتان‌ها است. پس از او خواهران و برادرانش پوزیدون، هستیا، هرا، دمتر و زئوس —در برخی منابع برادر دیگری به نام کیرون نیز وجود دارد —به دنیا آمدند. لحظه ای که هادس به دنیا آمد، پدرش کرونوس، از ترس پیشگویی گایا، الهه اولیه زمین و مادر کرونوس، او را به‌طور کامل بلعید زیرا می‌ترسید یکی از فرزندانش او را سرنگون کند و تاج و تختش را بدزدد. کرونوس پس از آن نیز از ترس از دست دادن قدرت خود، تصمیم گرفت تک تک فرزندانش را در لحظه ای که همسرش رئا آنها را به دنیا آورد بخورد؛ بنابراین، پس از هادس، پنج تن از خواهران و برادرانش توسط کرونوس خورده شدند. رئا که از به دنیا آوردن بچه‌ها خسته شده بود، اما هیچ چیزی برای بزرگ کردن نداشت، وقتی زئوس، کوچک‌ترین فرزندش، به دنیا آمد، تصمیم گرفت به مصاف کرونوس برود. او سنگ بزرگی را به شکل یک نوزاد تازه متولد شده درآورد و در حالی که زئوس را پنهان کرده بود سنگ را به کرونوس داد و کرونوس سنگ را بلعید. وقتی زئوس به اندازه کافی بزرگ شد، علیه پدرش قیام کرد. زئوس با کمک تیتان  متیس، الهه خرد، کرونوس را فریب داد تا معجونی بنوشد که او را مجبور به استفراغ تمام فرزندانش کرد. هادس به همراه خواهران و برادرانش که اکنون کاملاً رشد کرده بودند ظهور کرد و در جنگ علیه تیتان‌ها به زئوس پیوست. کرونوس بدون جنگ تاج و تخت را رها نمی‌کند. در واقع، او تاج و تخت خود را بدون جنگ به زئوس نمی‌سپرد و آن جنگ را تیتانوماکی، یعنی نبرد تیتان‌ها، می‌نامیدند. زئوس و خواهران و برادرانش، از جمله هادس، با کرونوس و دیگر تایتان‌هایی که با او حکومت می‌کردند، جنگیدند. پس از یک جنگ بزرگ که ده سال به طول انجامید، زئوس پیروز شد و پادشاه جدید خدایان شد. آنها به همراه هادس و پوزئیدون جهان را به پادشاهی‌های جداگانه تقسیم کردند. زئوس آسمان و هوا را به دست آورد، پوزئیدون دریا، آب و زلزله را به دست آورد و هادس پادشاهی مردگان، دنیای زیرین را به دست آورد. زمین به عنوان مالکیت مشترک همه خدایان در نظر گرفته می‌شد، مگر اینکه یکی از سه برادر مداخله کند.